# Intelligenza

Rappresentazione di un cervello umano, sede dell'intelligenza umana

L'intelligenza è un complesso di facoltà psichiche e mentali che, mediante processi cognitivi, consentono di percepire o capire le cose e i significati attraverso l'elaborazione delle informazioni e di organizzare conseguentemente il proprio comportamento sia attraverso le idee che l'attività pratica per risolvere un problema e raggiungere un obiettivo. Presente negli organismi viventi, più o meno complessi, è stata definita in molti modi: capacità di astrazione, logica, comprensione, autoconsapevolezza, apprendimento, conoscenza emotiva, ragionamento, pianificazione, creatività, pensiero critico e risoluzione dei problemi. Più in generale, l'intelligenza può essere descritta come la capacità di percepire o dedurre informazioni e di conservarle come conoscenza da applicare a comportamenti adattivi all'interno di un ambiente o di un contesto.
Benché i ricercatori nel campo non ne abbiano ancora dato una definizione ufficiale (considerabile come universalmente condivisa dalla comunità scientifica), alcuni identificano l'intelligenza (in questo caso l'intelligenza pratica) come la capacità di un agente di affrontare e risolvere con successo situazioni e problemi nuovi o sconosciuti; nel caso degli esseri umani e degli altri animali, l'intelligenza pare inoltre identificabile anche come il complesso di tutte quelle facoltà di tipo cognitivo o emotivo che concorrono o concorrerebbero a tale capacità. Per alcune scuole di pensiero, soprattutto antiche, la sede dell'intelligenza non è il cervello e la si identifica come la qualità, esclusivamente umana, di capire un fenomeno e le sue relazioni con tutti gli aspetti non apparenti che interagiscono con tale fenomeno, la capacità quindi di leggervi dentro.
Tradizionalmente attribuita alle sole specie animali, oggi l'intelligenza viene da alcuni attribuita, in misura minore, anche alle piante e agli organismi unicellulari, mentre il campo di ricerca dell'intelligenza artificiale tenta di creare delle macchine che siano in grado di riprodurre o di simulare l'intelligenza umana.

## Etimologia
La parola intelligènza (s. f.) deriva dal sostantivo latino intelligentĭa, a sua volta proveniente dal verbo intelligĕre, "capire".
Il vocabolo intelligĕre è formato dal verbo legĕre, "cogliere, raccogliere, leggere" con la preposizione intus, "dentro" (quindi, 'leggere dentro, in profondità'); l'intelligenza, quindi, è letteralmente capacità di vedere in profondità).

## Definizioni scientifiche
Come accennato, sebbene abbia sviluppato dei modelli per la valutazione dell'intelligenza, la comunità scientifica ancora non concorda universalmente su una definizione unica di cosa essa sia.
Una dichiarazione editoriale del 1994 firmata da cinquantadue ricercatori, Mainstream Science on Intelligence, descrive l'intelligenza come:
(Mainstream Science on Intelligence, 1994)
Tra le altre definizioni si riportano:
- La capacità generale di adattare il proprio pensiero e condotta di fronte a condizioni e situazioni nuove. - William L. Stern;[6]
- La misura della capacità di un agente di raggiungere obiettivi in una varietà ampia di ambienti. - S. Legg e M. Hutter (quest'ultima definizione è stata formulata nel tentativo di sintetizzare una varietà di settanta altre definizioni diverse).[7]

Il pedagogista Édouard Claparède vedeva l'intelligenza come la capacità o disposizione a utilizzare in modo adeguato allo scopo tutti gli elementi del pensiero necessari per riconoscere, impostare e risolvere nuovi problemi.

## La valutazione dell'intelligenza
Per quanto riguarda l'intelligenza umana, sono stati sviluppati dei modelli per la valutazione o "misura" della stessa. Va però precisato che tali modelli valutano solo aspetti specifici della capacità intellettiva degli individui: i risultati dei test d'intelligenza vanno considerati come giudizi validi solamente in riferimento a dei singoli aspetti, e non all'intelligenza dei soggetti testati nel suo complesso.
Di seguito sono elencati i principali test psicometrici (in ordine cronologico di ideazione):
- Alfred Binet (1911) e in seguito Lewis M. Terman all'Università di Stanford (1916) costruirono un test che prende in considerazione soltanto quegli aspetti dell'intelligenza utilizzati in ambito scolastico, composto dunque da prove (diverse) strettamente inerenti all'ambito scolastico stesso. Erede contemporaneo del test sono le Scale d'intelligenza Stanford-Binet. Concetto chiave è il quoziente d'intelligenza (QI) come rapporto tra età mentale ed età cronologica moltiplicato 100. Il valore 100 del quoziente intellettivo è considerato il valore medio della popolazione. Il test Stanford-Binet misura un solo fattore di "intelligenza", e propone prove suddivise per fasce di età; non ha validità per individui più grandi di 13 - 14 anni.
- Il Wechsler Adult Intelligence Scale (WAIS, 1939) riprende i tipi di compito dello Stanford-Binet, nonché il concetto di quoziente intellettivo, e li ricostruisce per gli adulti. È costituito da più sub-test, ciascuno dei quali è composto da voci a difficoltà progressiva. Il WAIS, al contrario dello Stanford-Binet, non prevede un solo fattore di intelligenza generale, ma comprende anche una serie di dimensioni, coerenti al loro interno per tipologia di prove, che compongono il test: prove verbali (cultura generale, comprensione, analogie, memoria di cifre, ragionamento aritmetico), le prove di performance (riordinamento di figura, completamento di figura, disegno di cubi, ricostruzione di figura, associazione di simboli o numeri).
- Per entrambi questi test (Stanford-Binet e WAIS) è chiara l'importanza, sulla misura finale, del livello di scolarizzazione del soggetto. Si sono quindi progettati dei test d'intelligenza "culture free", non influenzati dal tipo di educazione e di cultura del soggetto messo sotto analisi; i più noti sono quello delle matrici progressive di Raven (1938), matrici numeriche da completare e il Culture fair intelligence test (1949) di Cattell. Studi su questi test sembrerebbero dimostrare che essi non discriminano in modo adeguato i soggetti con intelligenza superiore alla norma, mentre sembrerebbero più adatti per valutare i soggetti svantaggiati.

## Relazioni tra i test d'intelligenza e il razzismo
- Tesi ereditarista

(Nella storia della psicologia, tesi sostenuta da Piaget).
Il QI di una persona dipende dal suo genotipo (dunque è immutabile e non dipende dal tempo ontologico della persona).
- Tesi ambientalista

(Nella storia della psicologia, tesi sostenuta da Vygotskij).
Il QI di una persona dipende dall'ambiente culturale in cui è nata, cresciuta e in cui vive (dunque è mutabile e dipendente dal tempo ontologico della persona).

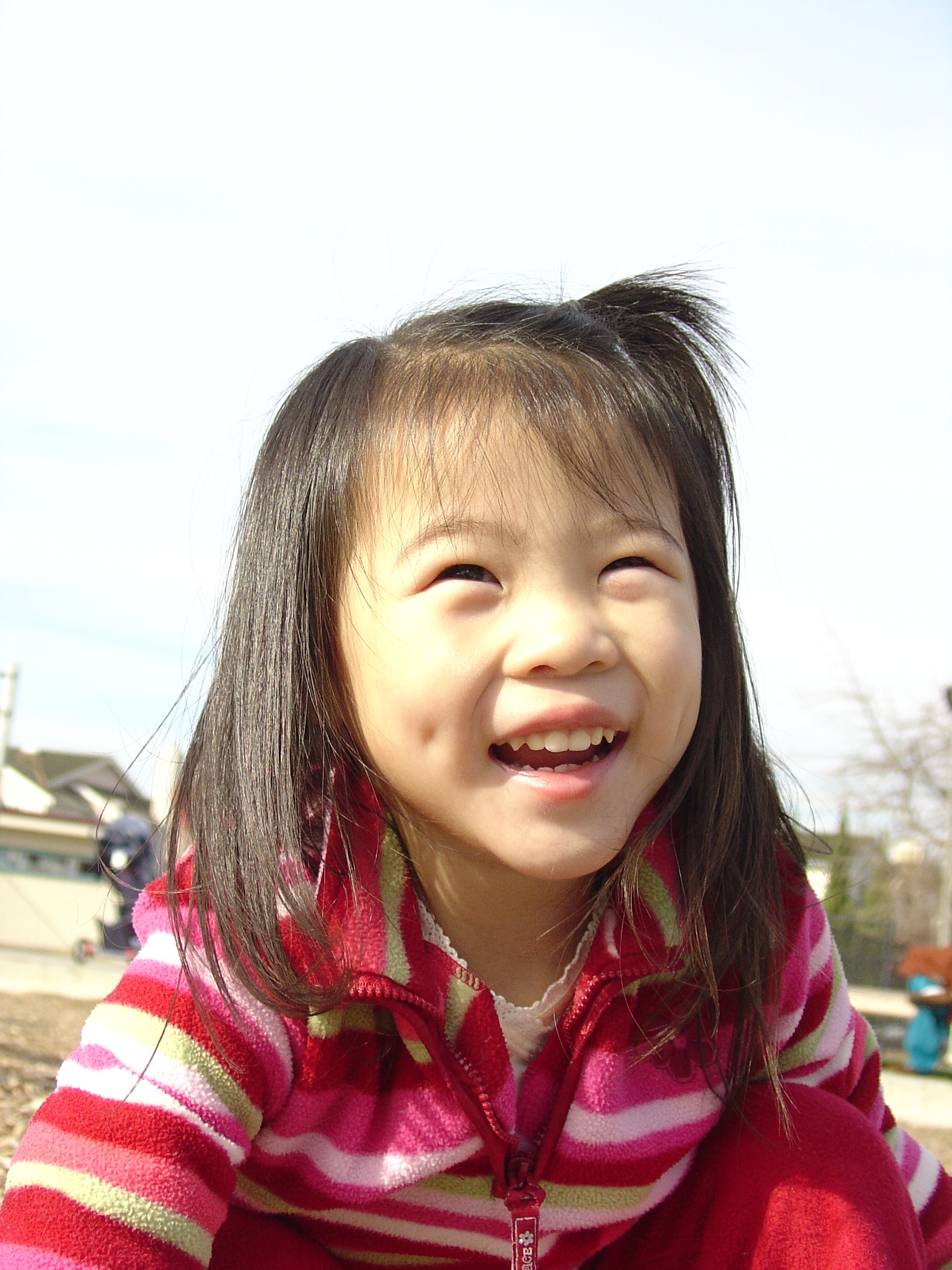
Bambina statunitense di origine asiatica.

Nel XX secolo a causa delle crescenti immigrazioni dall'Europa e dall'Asia gli psicologi statunitensi si posero il problema di stabilire:
1. se vi fosse un legame fra QI e "razza" di appartenenza (ma oggi sappiamo che le "razze umane" non esistono);
2. come investire i soldi nell'educazione dei ragazzi e in particolare in ragazzi con QI basso.

Questi studi portarono a riscontri molto duri in campo psicologico e non: Carl Brigham, nel suo testo A study of american intelligence (1923), affermava che l'intelligenza degli americani, di "razza" bianca nordica, era inquinata dalle "razze" mediterranee e dalle "razze" slave. Nell'anno successivo (1924), tale testo, ebbe una notevole influenza nella formulazione, da parte del governo federale statunitense, dell'Immigration Act, mediante il quale l'entrata nei confini degli USA da parte di immigrati venne drasticamente diminuita. Nel '28 la polemica si estinse grazie all'articolo Nature and Nurture nel quale Lewis Madison Terman, pur essendo un convinto ereditarista, propose un compromesso fra la tesi ereditarista e la tesi ambientalista.
Si ipotizza che il dibattito nordamericano sull'ereditarietà dell'intelligenza sia stato dovuto alle leggi razziali (vale a dire "razziste") tedesche e all'afflusso di immigrati alla fine degli anni trenta.
Quarant'anni dopo, nel 1969, venne dato alle stampe l'articolo di Arthur Jensen How much can we boost IQ and scholastic achievement?, che portò a feroci attacchi a livello personale e a battaglie a suon di articoli sui quotidiani. In tale articolo si poneva la seguente riflessione: posto che il QI dei bambini neri è basso a causa del loro patrimonio genetico deficitario, ha senso spendere soldi nella loro, così costosa, educazione? Per comprendere a pieno in che periodo culturale siamo, è opportuno ricordare che sei anni prima, nel 1963, ci fu la marcia su Washington per il lavoro e la libertà ad opera di Martin Luther King, contro la segregazione razziale. Il 4 aprile 1968 Martin Luther King viene assassinato, un anno dopo verrà dato alle stampe il citato articolo di Jensen: è facile comprendere per quale motivo venne accolto come un manifesto in difesa della razza bianca dagli attacchi della razza nera.
Nel '73 e nel '74 verranno dati alle stampe due testi che faranno storia: IQ in meritocracy di Richard Herrnstein e The science and politics of IQ di Leon Kamin. Il primo proponente le tesi ereditariste, il secondo ambientaliste. Nel '75 uscì il libro Race difference in intelligence di John Loehlin, et al., proponendo una tesi conciliativa: il QI dipende dal genoma ed è modificabile nel tempo mediante l'ambiente culturale nel quale la persona vive.
Negli anni ottanta vi fu una nuova ondata di polemiche riguardanti "razza" e QI. Ma di tutt'altro tipo: stavolta la diatriba non era sul QI deficitario dei bambini di "razza" nera, ma, paradossalmente, sul QI eccedente dei bambini di origini asiatiche. I principali testi al riguardo furono: Educational achievement in Japan di R. Lynn del 1988, The boat people and achievement in America di N. Caplan, J.K. Whitmore e M.H. Choy e anche l'articolo del 1990 pubblicato su American Psychologist, Asian-American educational achievements: a phenomenon in search of an explanation di S.Sue e S. Okazaki.
Come negli anni '60, in cui si affermò che era inutile investire denaro nell'educazione dei neri poiché poco dotati di QI, così si affermava alla fine degli anni '80 che era inutile spendere denaro nell'educazione di bambini di origine asiatica poiché già dotati di un QI elevato per natura.
In Europa, e in particolar in Italia, il dibattito sul rapporto fra QI e "razza" di appartenenza non è stato così forte e deciso.
Comunque è opportuno pensare che «la questione si potrebbe presentare in un futuro non tanto lontano in relazione all'immigrazione in crescente espansione dai paesi del Terzo Mondo (e probabilmente anche dai paesi dell'Est) verso i paesi della Comunità Europea».
La questione del rapporto tra l'intelligenza e la "razza" va d'altronde posta in altri termini perché non si può non considerare che la maggior parte dei test che valutano l'intelligenza (come la WAIS-R) non sono "culture free" (cioè scevri dall'effetto culturale), sebbene si dichiarino tali. L'effetto culturale è dunque importante nell'esito finale del test e, di conseguenza, influisce anche sulla valutazione dell'intelligenza. L'effetto culturale vale quindi sia per le conoscenze acquisite (intese come scolarità) sia per la cultura d'appartenenza (intesa come cultura asiatica, africana, ecc.). La questione della relazione tra QI e "razza" deve quindi rimanere aperta ad ogni riflessione.

## Gli studi differenziali sull'intelligenza
Con il diffondersi estensivo degli strumenti per la misura dell'intelligenza, si è focalizzata l'attenzione sulle differenze individuali ad essa legate. Le diversità in questione sono state infatti un significativo campo di discussione tra coloro che ne identificano le cause all'aspetto genetico e coloro che invece assegnano una maggiore importanza ai fattori ambientali. Alcuni studi mostrano come la presenza di alcune patologie psichiatriche, come la depressione, influisca sulla performance al test d'intelligenza WAIS-R: più è severa la patologia più la performance al test è deficitaria. Il che tuttavia non suggerisce una globale differenza nell'intelligenza tra individui depressi e individui sani, quanto piuttosto un ruolo negativo del verificarsi degli episodi depressivi sul modo in cui vengono svolti i test d'intelligenza.
Gli studi differenziali sull'intelligenza evidenziano una forte correlazione tra QI (quoziente intellettivo) di gemelli monovulari. Si evidenzia inoltre che lo sviluppo delle capacità cognitive è fortemente influenzato dai fattori ambientali (si pensi agli studi portati avanti sulle differenze nell'intelligenza tra bianchi e neri, ricondotte non a differenze cognitive, ma piuttosto al fattore interveniente del livello socio-demografico). La psicologia risolve la dialettica tra componenti innate e ambientali nello sviluppo dell'intelligenza evidenziando come la componente genetica sembra rappresentare una disponibilità, mentre la componente educativa rappresenta un fattore di innesco per tradurre un potenziale in una funzionalità effettiva. Per quanto riguarda l'avanzare dell'età, il rendimento su alcune scale del WAIS tende a diminuire, mentre su altre rimane stabile o aumenta. Riprendendo la distinzione proposta da Raymond Cattell tra intelligenza fluida e cristallizzata, caratteristiche legate all'intelligenza fluida tendono a diminuire dopo i 60 anni, mentre l'intelligenza cristallizzata aumenta in maniera costante per tutta la vita.

## L'apporto cognitivista: ilproblem solving
Il problem solving è un processo mentale volto a trovare un percorso che porta il cambiamento da una situazione iniziale ad una disposizione finale. La capacità di problem solving è spesso adoperata come misura empirica dell'intelligenza; infatti nel problem solving viene contestualizzato il pensiero logico misurato dal quoziente d'intelligenza, che viene applicato alla risoluzione di problemi specifici. Coi test sul problem solving, i soggetti forniscono in genere prestazioni più elevate e considerate più attendibili.
Il problem solving rappresenta l'approccio cognitivista allo studio dell'intelligenza.
La definizione dell'intelligenza in termini di problem solving rappresenta il primo passo compiuto dagli psicologi da una visione dell'intelligenza di tipo scolastico a concetti più differenziati, come per esempio intelligenza fluida-cristallizzata (Raymond Cattell), o intelligenza logica-creativa, e recentemente i concetti di intelligenze multiple (Howard Gardner) e intelligenza emotiva (Daniel Goleman). Dal punto di vista storico risulta importante il contributo di Wertheimer. Max Wertheimer (1965) distingue una intelligenza logica, esprimentesi ad esempio nel ragionamento analitico, e una intelligenza creativa, orientata alla sintesi e alla costruzione del nuovo. La prima orientata ai problemi convergenti, la seconda orientata alla soluzione di problemi divergenti.

## La teoria delle intelligenze multiple
Lo psicologo statunitense Howard Gardner, sulla base di ricerche e letteratura su soggetti affetti da lesioni di interesse neuropsicologico, arriva a distinguere ben 9 manifestazioni fondamentali dell'intelligenza, derivanti da strutture differenti del cervello e indipendenti l'una dall'altra. Ecco, qui di seguito, i nove macro-gruppi intellettivi:
1. Intelligenza Linguistica: è l'intelligenza legata alla capacità di utilizzare un vocabolario chiaro ed efficace. Chi la possiede solitamente sa variare il suo registro linguistico in base alle necessità ed ha la tendenza a riflettere sul linguaggio.
2. Intelligenza Logico-Matematica: coinvolge sia l'emisfero cerebrale sinistro, che ricorda i simboli matematici, che quello di destra, nel quale vengono elaborati i concetti. È l'intelligenza che riguarda il ragionamento deduttivo, la schematizzazione e le catene logiche.
3. Intelligenza Spaziale: concerne la capacità di percepire forme e oggetti nello spazio. Chi la possiede, normalmente, ha una sviluppata memoria per i dettagli ambientali e le caratteristiche esteriori delle figure, sa orientarsi in luoghi intricati e riconosce oggetti tridimensionali in base a schemi mentali piuttosto complessi. Questa forma dell'intelligenza si manifesta essenzialmente nella creazione di arti figurative.
4. Intelligenza Corporeo-Cinestesica: coinvolge il cervelletto, i gangli fondamentali, il talamo e vari altri punti del nostro cervello. Chi la possiede ha una padronanza del corpo che gli permette di coordinare bene i movimenti. In generale si può riferire a chi fa un uso creativo del corpo, come i ginnasti e i ballerini.
5. Intelligenza Musicale: normalmente è localizzata nell'emisfero destro del cervello, ma le persone con cultura musicale elaborano la melodia in quello sinistro. È la capacità di riconoscere l'altezza dei suoni, le costruzioni armoniche e contrappuntistiche. Chi ne è dotato solitamente ha uno spiccato talento per l'uso di uno o più strumenti musicali, o per la modulazione canora della propria voce.
6. Intelligenza Intrapersonale: riguarda la capacità di comprendere la propria individualità, di saperla inserire nel contesto sociale per ottenere risultati migliori nella vita personale, e anche di sapersi immedesimare in personalità diverse dalla propria. È considerata da Gardner una "fase" speculare dell'intelligenza interpersonale, laddove quest'ultima rappresenta la fase estrospettiva (vedi anche intelligenza emotiva).
7. Intelligenza Interpersonale: coinvolge tutto il cervello, ma principalmente i lobi pre-frontali. Riguarda la capacità di comprendere gli altri, le loro esigenze, le paure, i desideri nascosti, di creare situazioni sociali favorevoli e di promuovere modelli sociali e personali vantaggiosi. Si può riscontrare in quanti possiedono spiccata empatia e abilità di interazione sociale (vedi anche intelligenza sociale).
8. Intelligenza Naturalistica: consiste nel saper individuare determinati oggetti naturali, classificarli in un ordine preciso e cogliere le relazioni tra di essi. Alcuni gruppi umani che vivono in uno stadio ancora "primitivo", come le tribù aborigene di raccoglitori-cacciatori, mostrano una grande capacità nel sapersi orientare nell'ambiente naturale riconoscendone anche i minimi dettagli.
9. Intelligenza Esistenziale[15] o Teoretica: rappresenta la capacità di riflettere consapevolmente sui grandi temi della speculazione teoretica, come la natura dell'universo e la coscienza umana, e di ricavare da sofisticati processi di astrazione delle categorie concettuali che possano essere valide universalmente.

Sotto questi aspetti/teoria il significato del concetto di intelligenza è da intendersi dunque come particolari abilità di cui è dotato l'individuo. Queste capacità (che le si consideri innate oppure apprese dagli individui) non sono statiche e possono essere sviluppate mediante l'esercizio, potendo anche "decadere" col tempo. Lo stesso Gardner ha poi menzionato il fatto che classificare tutte le manifestazioni dell'intelligenza umana sarebbe un compito troppo complesso, dal momento che ogni macro-gruppo contiene vari sottotipi.
Ad oggi, la comunità scientifica ritiene la teoria di Gardner pseudoscientifica in quanto priva di ogni validazione empirica.

## L'intelligenza nel mondo animale e vegetale

### L'intelligenza degli animali non umani

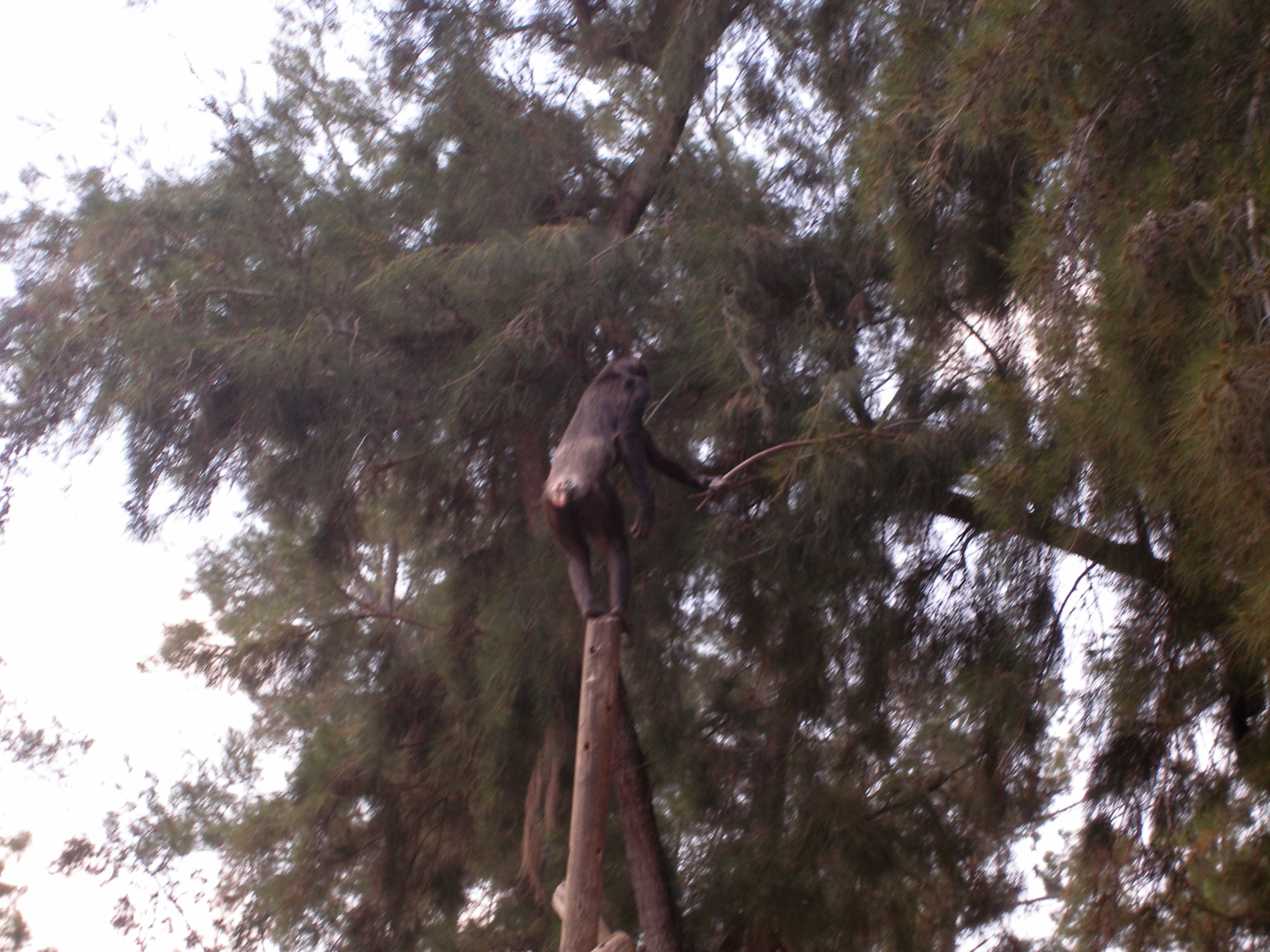
Lo scimpanzé comune utilizza degli strumenti. Quest'individuo sta usando un bastone per procurarsi del cibo.

Numerose ricerche dimostrano che molte specie animali sono in grado di produrre comportamenti intelligenti (che dimostrano una certa capacità di adattarsi a situazioni nuove), anche se è difficile e spesso fuorviante (e poco utile) paragonare l'intelligenza animale a quella umana. Secondo una prospettiva evoluzionistica, ogni specie vivente sviluppa quelle facoltà (intellettive e non) che le sono più utili nell'adattamento all'ambiente in cui vive. In generale, quanto più un ambiente è stabile, tanto più un istinto innato fornirà strategie adattative migliori, mentre quanto più un ambiente è mutevole, tanto più favorirà quelle specie in grado di risolvere problemi nuovi, le quali svilupperanno perciò un'intelligenza più avanzata.
Facoltà ritenute prova della presenza di forme raffinate di intelligenza, come la memoria, la comprensione della grammatica e la capacità di riconoscere se stessi, o come l'uso di pensiero simbolico o di strumenti, sono state dimostrate in molte specie, tra cui mammiferi e uccelli. Per quanto riguarda il linguaggio, che è un aspetto fondamentale dell'intelligenza umana (in quanto la comprensione umana, insieme con la capacità di ragionamento complesso e astratto, passa attraverso l'uso di parole a cui associare dei significati), i tentativi di trasferire a specie non umane le competenze linguistiche hanno ottenuto successi limitati e piuttosto controversi, essendo basati soprattutto su casi singoli (come quelli celebri di Kanzi e Washoe) piuttosto che su studi sistematici con campioni di adeguata numerosità. Inoltre questi studi peccano spesso di antropocentrismo, in quanto, più che verificare le capacità cognitive di suddetti animali, hanno cercato di trasferire ad essi una competenza essenzialmente umana.
Nuove osservazioni recentemente sono state realizzate per comprendere meglio come dall'intelligenza animale dei primati con il processo di ominificazione si sia arrivati all'intelligenza umana.

### L'intelligenza nelle piante
Le piante non hanno un cervello o una rete neurale, ma le reazioni all'interno delle loro vie di segnalazione possono fornire una base biochimica per forme di apprendimento e memoria. Seppure in maniera controversa, il cervello viene usato come una metafora atta a fornire una visione integrata della segnalazione nell'intelligenza vegetale.
Le piante non sono soggetti passivi meramente sottomessi alle forze ambientali, né sono organismi simili ad automi basati solo sui riflessi e ottimizzati esclusivamente per la fotosintesi. Le piante reagiscono sensibilmente agli stimoli ambientali di movimento e alle variazioni di morfologia. Esse segnalano e comunicano tra di loro in quanto attivamente competono per le risorse limitate, sia sopra che sotto terra. Inoltre, le piante calcolano con precisione la loro situazione, usano sofisticate analisi costi-benefici e intraprendono azioni strettamente controllate per mitigare e controllare diversi fattori di stress ambientale. Le piante sono anche in grado di discriminare le esperienze positive e negative e di apprendere (registrando ricordi) dalle loro esperienze passate. Le piante utilizzano queste informazioni per aggiornare il loro comportamento in modo da sopravvivere alle sfide presenti e future del loro ambiente. Le piante sono anche in grado di raffinati riconoscimenti del sé e del non-sé, e sono territoriali nel comportamento.
Per studiare i calcoli e le risposte delle piante si richiede lo studio del ruolo della segnalazione, della comunicazione e del comportamento, integrando i dati a livello genetico, molecolare, biochimico e cellulare con la fisiologia, lo sviluppo e il comportamento dei singoli organismi e con le conoscenze dell'ecosistema vegetale e dell'evoluzione delle piante.
Il punto di vista neurobiologico vede le piante come organismi di elaborazione delle informazioni con processi piuttosto complessi di comunicazione che si verificano in tutto il singolo organismo vegetale. La neurobiologia delle piante studia come le informazioni ambientali vengano raccolte, elaborate, integrate e condivise per abilitare risposte adattative e coordinate; e come le percezioni e manifestazioni comportamentali vengano "ricordate" in modo da consentire previsioni di future attività sulla base delle esperienze passate. Le piante, sostengono i fisiologi vegetali, sono sofisticate nel comportamento tanto quanto gli animali, ma questa sofisticazione viene mascherata dalle scale di tempo vegetali di risposta agli stimoli, molti ordini di grandezza più grandi di quelle degli animali.
Si è sostenuto che, anche se le piante sono capaci di adattamento, ciò non dovrebbe essere chiamato intelligenza, in quanto i neurobiologi si basano principalmente su metafore e analogie per sostenere che le risposte complesse delle piante possano essere prodotte solo da intelligenza. Come afferma R. Firn, "un batterio può monitorare il suo ambiente e istigare processi di sviluppo adeguate alle circostanze del momento, ma è ciò intelligenza? Tale semplice comportamento adattativo potrebbe essere l'intelligenza dei batteri, ma chiaramente non è l'intelligenza degli animali".
Tuttavia, l'idea di un'intelligenza vegetale si adatta con la definizione di intelligenza proposta da David Stenhouse in un libro che ha scritto sull'evoluzione: "un comportamento adattativo variabile durante la vita dell'individuo".
Charles Darwin studiò il movimento nelle piante e nel 1880 pubblicò un libro, The Power of Movement in Plants. Nel libro si conclude:

Non è certo esagerato dire che la punta di una radice sia così dotata [..] si comporta come il cervello di uno degli animali inferiori; il cervello essendo situato all'interno dell'estremità anteriore del corpo, riceve impressioni dagli organi di senso e dirige i diversi movimenti.

In filosofia, gli studi finora fatti sulle implicazioni della percezione nelle piante sono pochi. Michael Marder ha steso una fenomenologia della vita vegetale sulla base della fisiologia della percezione delle piante. Paco Calvo Garzon offre una presa filosofica della percezione nelle piante basata sulle scienze cognitive e sulla modellizzazione computazionale della coscienza.

## L'intelligenza artificiale
La locuzione intelligenza artificiale (o IA) indica sia la proprietà di una macchina di imitare, del tutto o in parte, l'intelligenza biologica, sia il ramo dell'informatica che mira a creare le macchine capaci di tale imitazione, attraverso "lo studio e la progettazione di agenti intelligenti" o "agenti razionali", dove un agente intelligente è un sistema che percepisce il suo ambiente e attua le azioni che massimizzano le sue possibilità di successo. Andreas Kaplan e Michael Haenlein definiscono l'intelligenza artificiale come "la capacità di un sistema di interpretare correttamente dati esterni, di capire questi dati e di utilizzare tale apprendimento per raggiungere obiettivi specifici e svolgere compiti, attraverso un adattamento flessibile”. I successi ottenuti nel campo dell'intelligenza artificiale riguardano per ora problemi vincolati e ben definiti, come la capacità delle macchine di sostenere giochi, la risoluzione di cruciverba e il riconoscimento ottico dei caratteri, e alcuni problemi più generali come quello delle automobili autonome. Il concetto di IA forte non è ancora realtà, ma è un obiettivo della ricerca a lungo termine.
Tra le caratteristiche che i ricercatori sperano che le macchine possano un giorno esibire, vi sono il ragionamento, la capacità di pianificare, apprendere, percepire, comunicare e manipolare oggetti. Non vi è attualmente consenso su quanto vicino si possa andare nel simulare il cervello (umano nello specifico).

## Tentativi di miglioramento dell'intelligenza umana
Per il presente e il futuro sono stati proposti o ipotizzati diversi metodi di miglioramento dell'intelligenza umana, le cui implicazioni e i cui livelli di efficacia, sicurezza e legittimità etica sono stati oggetto di discussione. I metodi sono estremamente diversificati, e vanno da tecniche psicologiche o mediche, a miglioramenti di strutture tecnologiche o sociali che favoriscano la cognizione degli individui.
Ogni intervento può essere diretto a un diverso aspetto della cognizione, come la percezione, la comprensione o la memoria. Nonostante sia difficile spesso tracciare una linea di demarcazione, si distinguono gli interventi terapeutici, mirati a uno specifico difetto o patologia, da quelli di miglioramento cognitivo, che beneficiano le capacità intellettive basilari di uno o più individui senza essere diretti a difetti o patologie. Altra distinzione è tra i metodi convenzionali, come l'allenamento cognitivo e l'istruzione, e quelli nuovi o emergenti, come i nootropi, la terapia genica o gli impianti neurali.
Si consideri che molti metodi di miglioramento cognitivo offerti agli esseri umani sono altamente sperimentali o hanno effetti molto limitati, il che rende la letteratura scientifica attuale una guida tutt'altro che perfetta sulla loro utilità, che andrebbe valutata con un maggior numero di studi ed esperimenti più vasti. Ciò non toglie che difficilmente tutti i possibili metodi di miglioramento cognitivo saranno considerati inefficaci nel futuro, anche considerando gli avanzamenti tecnologici.

## L'intelligenza nella cultura di massa
Il concetto di intelligenza è stato (implicitamente) trattato in una quantità di opere letterarie e cinematografiche. In queste opere diventa necessario tratteggiare al meglio le azioni, gli atteggiamenti e il pensiero del protagonista derivanti dalla sua superiore intelligenza.
- Fiori per Algernon, racconto breve (1959) e poi romanzo (1966) di Daniel Keyes.
- Phenomenon, film del 1996.
- Will Hunting - Genio ribelle, film del 1997.
- Kyle XY, serie televisiva la cui prima stagione risale al 2006.
- Limitless, film del 2011.
- Lucy, film del 2014.
- Limitless, serie televisiva del 2015 sequel dell'omonimo film del 2011.